# Arthur Braunschweig
Arthur Braunschweig (geboren am 8. April 1888 in Piasken, Ostpreußen; gestorben zwischen 1954 und 1957) war ein deutscher Maler, Grafiker und Fachschriftsteller. Er war insbesondere in München tätig. Zu seinen Werken gehören Landschaften und Genrebilder.

## Leben und Wirken
Braunschweig studierte zunächst an der Kunstschule in Breslau, wechselte an die Akademie in Leipzig und immatrikulierte sich am 28. Oktober 1909 unter der Matrikelnummer 3794 für die Fachrichtung Zeichnen an der Königlichen Akademie der Bildenden Künste in München bei Professor Jank. Als Geburtsort gab er dort Thorn an, als Beruf des Vaters Lehrer. Lehrer der Zeichenschule war zu dieser Zeit Angelo Jank.
In den Jahren 1914 bis 1918 war er als Soldat im Ersten Weltkrieg eingesetzt. Er stellte seit 1920 seine Werke in der Neuen Sezession aus und wohnte in der Waldstraße 5 in Solln bei München. Von 1923 bis 1925 hielt er sich in den Vereinigten Staaten von Amerika auf. Braunschweig war Mitglied der „Deutschen Gesellschaft zur Beförderung rationeller Malverfahren“. Im Jahr 1932 erhielt er ein Stipendium der Albrecht-Dürer-Haus-Stiftung.
Werke (Auswahl)
- 6 Radierungen für das Lustspiel Graf Ehrenfried von Christian Reuter (1911)[5]
- Sein Gemälde Vormittagssonne war 1920 bei der Ausstellung der Münchener Secession im Glaspalast in München zu sehen.[6]
- Spielgefährten und ein Stilleben (Tempera) in der Kunstausstellung im städtischen Kunstpalast Düsseldorf (1922)
- Der Stierkampf oder Stierkämpfer (1925)
- Die Rheinlandschaft mit pflügendem Bauer, Lastenkahn und Burganlage und die Spaziergängerin mit Hund an einer Felsenklippe mit Blick in eine weite Küstenlandschaft (1938)
- Ein Abend in Oberbayern (1940)
- Der Morgen und Das drohende Afrika (1954)

Er nahm zudem als teilnehmender Künstler des Vereins Bildender Künstler Münchens an der Ausstellung Düsseldorf-Münchener Kunst vom 14. Mai bis 31. August 1932 im Kunstpalast Düsseldorf teil.